# Gasotransmitter
Gasotransmitter sind unter Standardbedingungen gasförmige Stoffe, die in Zellen synthetisiert werden und in der interzellularen Kommunikation eine wichtige Rolle spielen. Zu ihnen zählen Stickstoffmonoxid (NO), Schwefelwasserstoff (H2S), Kohlenmonoxid (CO) und gegebenenfalls Distickstoffmonoxid (Lachgas N2O).

## Allgemeines
Gasotransmitter gehören zu einer Familie endogener Gasmoleküle oder gasförmiger Signalmoleküle, so NO, CO, H2S, und andere. Diese Gase haben viele gemeinsame Merkmale, so in ihrer zellulären Produktion und Funktion, ferner sind sie in ihren biologischen Aufgaben in einzigartiger Weise charakterisiert, die sie von klassischen Signalmolekülen unterscheiden. Ihre Verbreitung ist ubiquitär vom einzelligen bis zum vielzelligen Organismus, sie kommen in allen Domänen vor. Es sind phylogenetisch betrachtet sehr alte zellulare Kommunikationsprinzipien.

Strukturformel des NO-Moleküls

CO-Molekül

H_{2}S-Molekül

Erstmals wies im Jahre 1981 eine klinische Arbeit auf die pharmakologischen Wirkungen der Gasotransmitter auf entsprechende Rezeptoren und als Neurotransmitter hin.
Ein In-vitro-Experiment bestätigte diese Beobachtungen. Eine verbindliche Terminologie und Charakterisierung für das Kriterium „Gasotransmitter“ wurde dann im Jahr 2002 eingeführt.
Ein Gas kann als Gasotransmitter kategorisiert werden, wenn seine Moleküle folgende Kriterien erfüllen:
- Sie sind klein.
- Sie sind frei durchgängig, permeabel an biologische Membranen. Sie besitzen endokrine, parakrine und autokrine Wirkungen. In ihrer endokrinen Wirkungsweise können etwa Gasotransmitter aus Geweben freigesetzt werden, im Blutstrom verbreitet und dann modulierende Funktionen auf entfernte Zielzellen entfalten.
- Sie werden endogen und enzymatisch erzeugt und ihre Produktion ist geregelt.
- Sie sind chemisch definiert und besitzen spezifische Funktionen in physiologisch relevanten Konzentrationen. Somit rufen sie in endogenen Konzentrationen spezifische physiologische Veränderungen hervor.
- Ihre physiologischen und zellularen Funktionen können durch exogen applizierte Moleküle nachgeahmt werden.[1]

### Biologische Synthese und Wirkung des Stickstoffmonoxids (NO)
NO entsteht enzymatisch durch die Wirkung der verschiedenen NO-Synthasen (NOS so NOS-I, NOS-II und NOS-III) aus der Aminosäure L-Arginin.

L-Arginin, Strukturformel

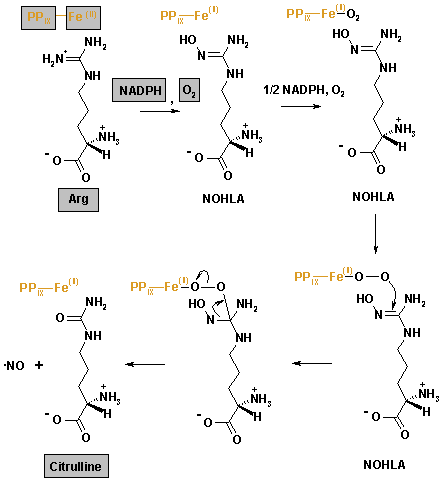
Reaktionsschema der NO-Synthase

Das kleine Molekül NO ist chemische hoch reaktiv und damit für die biochemischen Strukturen von Zellen destabilisierend. Das macht aus evolutionären Gesichtspunkten eine präzise Regulation der NO-Produktion sinnvoll.
Zwei wesentliche Prinzipien des NO-Wirkmechanismus sind beschrieben:
- NO wirkt auf Metalloproteine, genauer auf Metallionen im Zentrum dieser Proteine, z. B. von Enzymen, und erhöht oder vermindert deren Aktivität,
- NO bewirkt eine Protein-Nitrosylierung, dabei wird das NO-Molekül an eine -SH- oder –S–CH3-Gruppe an deren Schwefelatom gebunden. Dies löst eine Konformations- und in deren Folge eine Funktionsänderung am Protein aus.

Freigesetztes NO wirkt intrazellular über die Aktivierung der löslichen Guanylylcyclasen und in deren Folge mit einer Zunahme an intrazellulärer Produktion des second messengers Cyclisches Guanosinmonophosphat (cGMP).

### Biologische Synthese und Wirkung des Kohlenmonoxids (CO)
Im Organismus wird das CO-Molekül zu etwa 86 % durch den oxidativen Abbau aus dem Häm-Molekül unter gleichzeitiger Freisetzung von Eisen (Fe2+ bzw. dann zu Ferritin) und Biliverdin gebildet.
Häm b + 3O2 + 3½NADPH + 3½H+ + 7e- → Biliverdin + Fe2+ + CO + 3½NADP+ + 3H2O

Abbau von Häm b (links) zu Bilirubin (rechts) unter der Freisetzung von CO.

Nur 14 % des endogenen CO stammen aus der Photooxidation, Lipidperoxidation und von Bakterien.

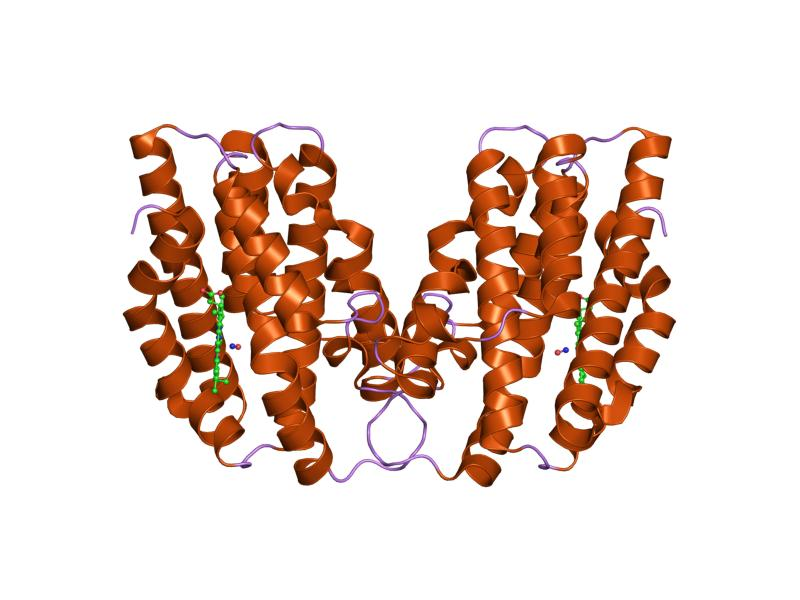
Schematische Abbildung der menschlichen Hämoxygenasen-Proteinstruktur

Das Häm-abbauende Enzym Hämoxygenase findet sich in fast allen tierischen Geweben, bei Vertebraten hauptsächlich in der Milz. Nach jetzigem Forschungsstand sind drei Isoformen bekannt, davon zwei beim Menschen.
- Das induzierbare HO-1 (auch als Hitzeschockprotein 32 bezeichnet) kann mittels verschiedener Stoffe hochreguliert werden; diese sind etwa das Häm-Molekül (Positive Rückkopplung), verschiedene Schwermetalle, Wachstumsfaktoren, das NO-Molekül, verschiedene Lipide, im Rahmen einer Hypoxie.
- Das konstitutive HO-2 in den verschiedensten Organen bzw. Geweben dieser Organe, etwa dem zentralen Nervensystem, Endothel und den Testes.

Auch das CO-Molekül kann die lösliche Guanylatcyclase aktivieren und durch eine gesteigerte Produktion des intrazellulären cGMP seine intrazellulären Effekte auslösen. Das CO-Molekül beeinflusst die cGMP aber in geringerem Maße als es das NO-Molekül vermag, so beträgt die Aktivierung durch CO nur Faktor 4–5; im Vergleich hierzu bewirkt NO eine 200-fache Aktivierung.

### Biologische Synthese des Schwefelwasserstoffs (H2S)
Schwefelwasserstoff wird in den Zellen aus der Aminosäure L-Cystein durch die Wirkung der Enzyme Cystathionin-γ-Lyase (CSE) (EC 4.4.1.1) oder der Cystathionin-β-Synthase (CBS) synthetisiert.
Cystein + H2O → Serin + H2S
Das Gas, einmal freigesetzt, reagiert rasch mit Thiolresten aus der in der Umgebung befindlichen Proteinen (-Cys wird zu -CySSH) und verändert dadurch deren biologische Aktivität (Konformationsänderung). Insbesondere das Enzym Cytochrom-c-Oxidase wird dadurch deaktiviert. Der Großteil wird jedoch in den Mitochondrien über Thiosulfat und Sulfit zu Sulfat oxidiert, oder über Cysteinsulfinat zu Sulfit/Sulfat oder Taurin prozessiert.
Enzyme, die zur H2S-Produktion in der Lage sind, werden in verschiedenen Gewebetypen bzw. Organen gefunden, so im Blutgefäßsystems, in der Leber, in den Nieren und im Gehirn. In letzterem Organ werden zudem die höchsten H2S-Konzentrationen gefunden.